# Il conquistatore (film 1917)
Il conquistatore (The Conqueror) è un film muto del 1917 diretto da Raoul Walsh.

## Produzione
Il film fu prodotto dalla Fox Film Corporation e dalla Standard Pictures Corp.

## Distribuzione
Distribuito dalla Fox Film Corporation, il film uscì nelle sale cinematografiche USA il 16 settembre 1917 dopo essere stato presentato in prima a New York il 10 settembre.
Non si conoscono copie ancora esistenti della pellicola che viene considerata presumibilmente perduta.